# Drakmålla
Drakmålla (Dysphania schraderiana) är en amarantväxtart som först beskrevs av Joseph August Schultes och som fick sitt nu gällande namn av Sergej Mosyakin och Steven Earl Clemants. 
Drakmålla ingår i släktet doftmållor och familjen amarantväxter. Inga underarter finns listade i Catalogue of Life.

## Bildgalleri

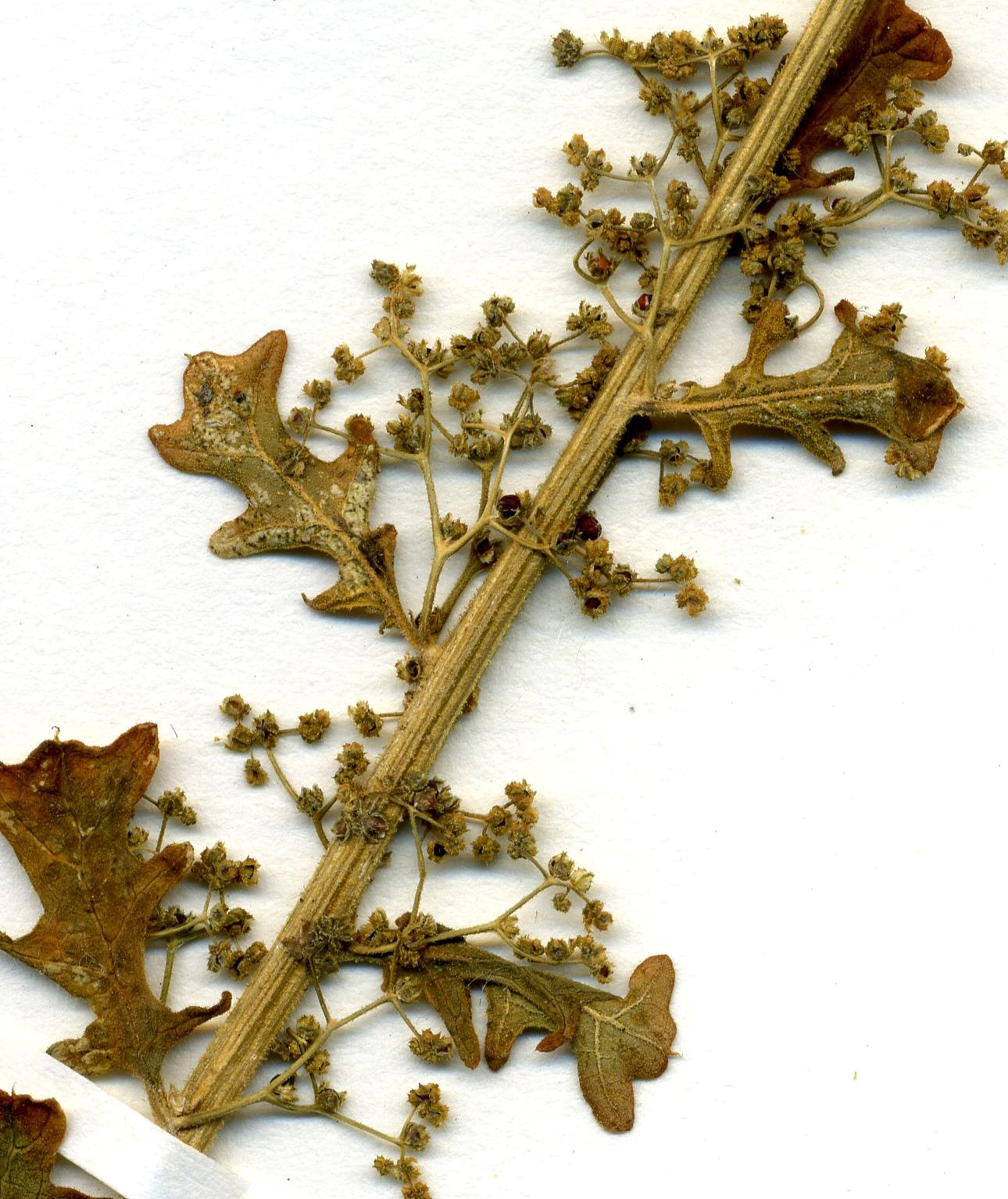